# Ешалон доктора М.
Ешалон доктора М. је југословенски филм из 1955. године. Режирао га је Живорад Митровић, а сценарио су писали Живорад Митровић и Душан Жега.

## Кратак садржај
Настављајући своје подухвате против Народноослободилачке војске, балисти нападају ешалон рањеника који Доктор M. води до оближњег града. Свестан да је правда на страни Доктора M., Рамадан, син вође балиста му се придружује и тако доприноси његовој победи.

## Занимљивости
Ово је први филм у коме је играо Драгомир Бојанић Гидра.

## Улоге
| Глумац                 | Улога        |
| ---------------------- | ------------ |
| Нађа Регин             | Хатиџа       |
| Северин Бијелић        | Рамадан      |
| Маријан Ловрић         | Доктор М.    |
| Илија Џувалековски     | Алија Куртеш |
| Јанез Врховец          | Аљуш         |
| Драгомир Бојанић Гидра |              |
| Милутин Јаснић         |              |
| Слободан Колаковић     |              |
| Ђорђе Крстић           |              |
| Марко Маринковић       | Михајло      |
| Владимир Медар         | Шабан        |
| Живојин Ненадовић      |              |
| Миливој Поповић Мавид  | Ћерим        |
| Абдурахман Шаља        | Мурат        |

Комплетна филмска екипа  ▼
| Редитељ                   | Живорад Митровић        |                                         |
| Сценариста                | Живорад Митровић        |                                         |
| Сценариста                | Душан Жега              |                                         |
| Композитор                | Иван Рупник             |                                         |
| Директор фотографије      | Михајло Поповић         | директор фотографије (као М.А. Поповић) |
| Монтажер                  | Војислав Бјењаш         |                                         |
| Сценограф                 | Коста Кривокапић        |                                         |
| Менаџер продукције        | Александар Крстић       | помоћник директора филма                |
| Менаџер продукције        | Ђорђе Крстић            | директор филма                          |
| Менаџер продукције        | Драгослав Радоичић Бели | вођа снимања (као Д. Радојичић)         |
| Помоћник режије           | Миодраг Микош Петровић  | помоћник редитеља                       |
| Помоћник режије           | Миомир Мики Стаменковић | помоћник редитеља                       |
| Одсек за звук             | Миодраг Недић           | тон мајстор                             |
| Одсек за камеру и расвету | Владета Ђорђевић        | пратилац камере                         |
| Одсек за камеру и расвету | Драгољуб Караџиновић    | први асистент сниматеља                 |
| Одсек за камеру и расвету | Владимир Матејић        | пратилац камере                         |
| Музички одсек             | Душан Сковран           | диригент                                |
| Остала екипа              | Лидија Дебарлиева       | секретар режије                         |

## Културно добро
Југословенска кинотека је, у складу са својим овлашћењима на основу Закона о културним добрима, 28. децембра 2016. године прогласила сто српских играних филмова (1911-1999) за културно добро од великог значаја. На тој листи се налази и филм "Ешалон доктора М."